# Азотоводородна киселина
Азотоводородната киселина, HN3, е едноосновна безкислородна киселина на азота. Представлява силно експлозивна безцветна течност. Дава соли, наречени азиди.

## Строеж
В молекулата на HN3 азотният атом, свързан с водорода, образува две σ-връзки и една резонансна π-връзка, резултат от sp2-хибридизация. Централният азотен атом (с формален заряд +1) отдава електрон на третия азотен атом (с формален заряд −1). Трите азотни атома са подредени почти в права линия. Между тях се образуват двойни π-връзки и единични σ-връзки.

## Физични свойства
Азотоводородната киселина е безцветна летлива течност, кипяща при 37 °C. Сублимира лесно. Има неприятна миризма и е отровна. Безводната киселина е силно експлозивна.

## Химични свойства
Водният разтвор на азотоводородната киселина е слаба киселина със сила, близка до оцетната:
{\displaystyle {\ce {HN3 <=> H+ + N3^-}}}
Азотоводородната киселина може да реагира с азиден йон до хидрогеназиден йон – N3HN-
3.
Във воден разтвор търпи бавно диспропорциониране:
{\displaystyle {\ce {HN3 + H2O -> N2 + NH2OH}}}
HN3 е силен окислител. Разтваря Zn, Fe, Mn и Cu без отделяне на H2:
{\displaystyle {\ce {Zn + HN3 + H^+ -> Zn(N3)3 + N2 + NH4^+}}}
Йодът и Ce(IV) соли я редуцират до N2.
Смес от солна и азотоводородна киселина действа като царска вода и може да разтвори златото и другите благородни метали. Причината е полученият хлор при реакцията между двете киселини, при която HN3 е окислител:
{\displaystyle {\ce {HN3 + 3HCl -> Cl2 + N2 + NH4Cl}}}
При реакция с много силни основи азотоводородната киселина се държи като основа:
{\displaystyle {\ce {HN3 + HSbF6 -> [H2H3]+[SbF6]-}}}

### Азиди
Солите на азотоводородната киселина се наричат азиди и по разтворимост във вода приличат на хлоридите. Азидите на алкалните и алкалоземните метали са силно разтворими. При бавно загряване те са устойчиви до стапянето си. Освен CsN3, те се топят с разлагане:
{\displaystyle {\begin{array}{lcl}{\ce {2NaN3}}\xrightarrow {\mathrm {573~K} } {\ce {2Na + 3N2}}\\{\ce {3Ba(N3)2}}{\xrightarrow[{{\ce {-7N2}}}]{\mathrm {473~K} }}{\ce {Ba3N4}}{\xrightarrow[{{\ce {-N2}}}]{\mathrm {523~K} }}{\ce {Ba3N2}}\end{array}}}
Най-използваната сол е натриевият азид, който се получава при пропускане на диазотен оксид в амонячен разтвор на натрий или при взаимодействие на същия оксид с натриев амид:
{\displaystyle {\begin{array}{lcl}{\ce {Na + NH3 + 3N2O -> NaN3 + 3NaOH + 2N2}}\\{\ce {2NaNH2 + N2O}}\xrightarrow {\mathrm {190~^{\circ }C} } {\ce {NaN3 + NaOH + NH3}}\end{array}}}
Азидите на тежките метали (AgN3, Hg(N3)2, Pb(N3)2) са слабо разтворими във вода. Те се получават от водните разтвори на солите на тези метали при утаяване с натриев азид. Всички те са избухливи вещества, които се разлагат при удар и нагряване.

## Получаване
Азотоводородната киселина за първи път е получена от окисление на хидразин с азотиста киселина:
{\displaystyle {\ce {N2H4 + HNO2 -> HN3 + 2H2O}}}
Азотоводородната киселина се получава от алкални азиди и по-силна киселина, например концентрирана сярна киселина:
{\displaystyle {\ce {2NaN3 + H2SO4 -> Na2SO4 + 2HN3}}}
HN3 се изолира от сместа с вакуумна дестилация.